# Сестра (притока Финског залива)
Сестра (рус. Сестра, фин. Rajajoki, Siestarjoki; швед. Systerbäck) река је која протиче преко западних делова Лењинградске области, на северозападу европског дела Руске Федерације. Својим током прелази преко територија Виборшког и Всеволошког рејона, односно федералног града Санкт Петербурга.
Река Сестра свој ток започиње у мочварним пределима у рејону насеља Лесноје, на подручју Лемболовског побрђа Карелијске превлаке. Тече углавном у смеру југа и након 74 km тока улива се у вештачко језеро Сестроречки разлив код града Сестрорецка. Све до почетка XVIII века река Сестра се директно уливала у Фински залив, али је након градње бране којом је створено вештачко језеро чије воде су се користиле за потребе војне индустрије у оближњем Сестрорецку, њен ток скраћен за неколико километара. Вишак воде из Сестроречког разлива данас се преко вештачког канала који носи назив Мала Сестра (дужине 4,8 km) преусмерава ка Финском заливу Балтичког мора.
Сливно подручје ове реке обухвата територију површине око 399 km². Просечан проток на годишњем нивоу у зони ушћа је око 8 m³/s.
Корито реке Сестре је својевремено служило као део природне границе између Русије и Шведске (од 1323. до 1617), а потом и између Русије и Финске (од 1812. до 1940). Данас њеним коритом иде део административне границе између Всеволошког и Виборшког рејона.